# بني بوداود (تروكوت)
بني بوداود هي إحدى مشيخات المملكة المغربية، تتبع جغرافيا لإقليم الدريوش وإداريًا لتروكوت. يقدر عدد سكانها بـ 6184 نسمة حسب الإحصاء الرسمي للسكان والسكنى لسنة 2004.